# Cantó d'Is-sur-Tille
El cantó d'Is-sur-Tille és un cantó francès del departament de Costa d'Or, situat al districte de Dijon. Té 24 municipis i el cap és Is-sur-Tille.

## Municipis
- Avelanges
- Chaignay
- Courtivron
- Crécey-sur-Tille
- Diénay
- Échevannes
- Épagny
- Flacey
- Gemeaux
- Is-sur-Tille
- Lux
- Marcilly-sur-Tille
- Marey-sur-Tille
- Marsannay-le-Bois
- Moloy
- Pichanges
- Poiseul-lès-Saulx
- Saulx-le-Duc
- Spoy
- Tarsul
- Til-Châtel
- Vernot
- Villecomte
- Villey-sur-Tille

## Història
| Data d'elecció                           | Identitat        | Partit           | Qualitat |
| ---------------------------------------- | ---------------- | ---------------- | -------- |
| 1945-1961                                | Paul Morel       | SFIO             |          |
| 1961-1967                                | André Huvé       | MRP, després CD  |          |
| 1967-1985                                | Eugène Pacotte   | SFIO, després PS |          |
| 1973-1985                                | Jean Burande     | PS               |          |
| 1985-2004                                | Henri Constant   | RPR              |          |
| 2004-2011                                | Michel Maillot   | PS               |          |
| 2011-                                    | Charles Barrière | Divers droite    |          |
| les dades anteriors no són pas conegudes |                  |                  |          |
|                                          |                  |                  |          |

## Demografia
| A partir de 1990: Població sense dobles comptes |